# Zahra Pishgahi Fard
Zahra Pishgahi Fard est professeure de géographie politique et une femme politique iranienne née en 1955. Spécialiste de la géographie électorale iranienne et des relations internationales, elle est la première femme iranienne à obtenir un doctorat en géographie politique. Elle est également une membre fondatrice du Parti modéré et du développement.

## Biographie
Zahra Pishgahi Fard est une géographe et femme politique iranienne,, née en 1955.
Après une formation en géographie à l'université de Téhéran, Zahra Pishgahi Fard réalise un doctorat de géographie à l'université islamique Azad de Téhéran qu'elle obtient en 1992. Elle est ainsi la première femme iranienne à obtenir un doctorat en géographie politique.
Elle obtient un second doctorat à l'université de Londres en 1999.
Zahra Pishgahi Fard a été professeure à la faculté de géographie de l'université de Téhéran et est l'ancienne directrice du Centre d'études féminines de cet établissement.

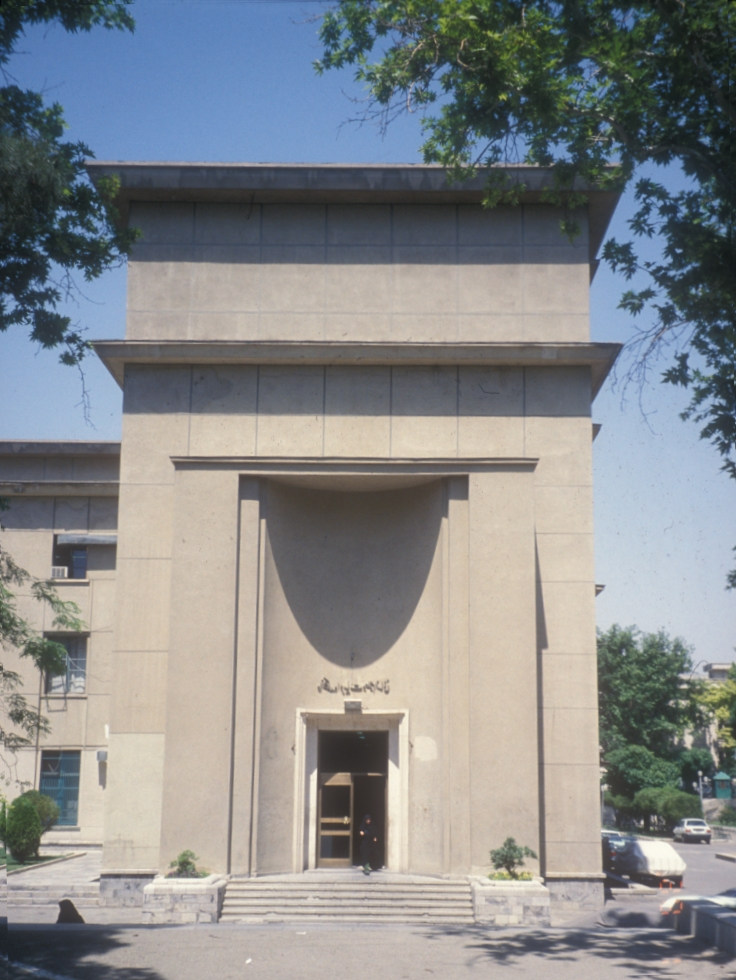
Collège de littérature et de sciences humaines de l'université de Téhéran.

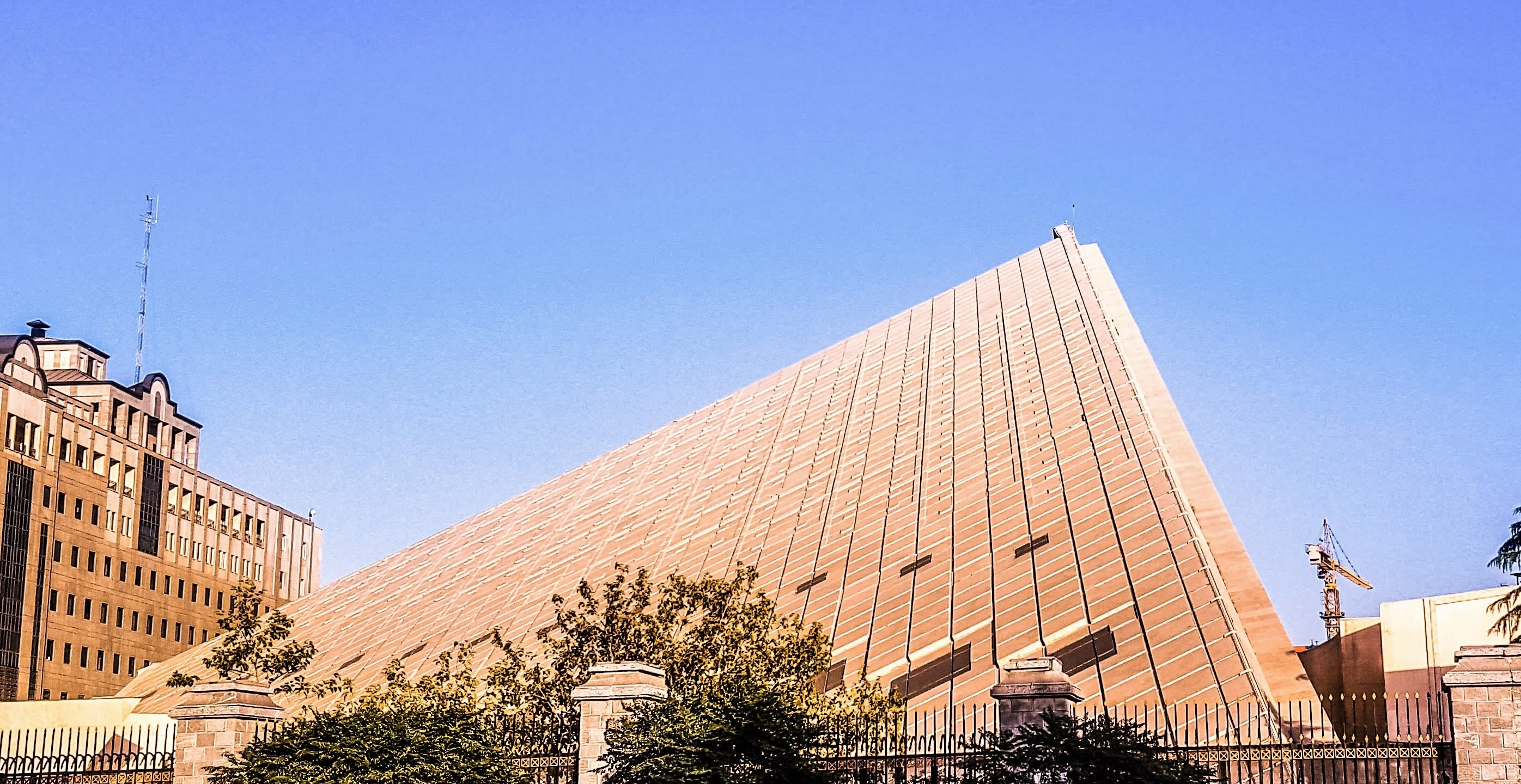
Parlement iranien où se déroule l'Assemblée consultative islamique.

Pishgahi Fard occupe également des fonctions politiques en Iran. Elle a été directrice des droits humains et des affaires féminines au ministère iranien des Affaires étrangères en 2017,, et est une membre fondatrice du Parti modéré et du développement. Elle est également engagée dans la vie politique et législative dans la province d'Ispahan et a été, à ce titre, membre du cinquième mandat de l'Assemblée consultative islamique en 2016,.

## Travaux
Ses recherches portent sur les champs de la géographie politique, des relations internationales, de la géographie électorale et sur la place des femmes dans les institutions politiques iraniennes et à l'université. Zahra Pishgahi Fard travaille également à la traduction d'ouvrage de géographie politique et participe au comités scientifiques de plusieurs revues.
Elle enseigne la géographie politique de l'Iran et du Moyen-Orient, les méthodes de recherche en géopolitique ou encore la géographie électorale à l'université de Téhéran,.

## Récompenses et distinctions
En 1992, Pishgahi Fard remporte le prix du Festival international de Kharazmi des sciences fondamentales attribué par l'Institut de la Recherche iranien pour la Science à Téhéran.

## Principales publications

### Ouvrages
- (fa) Pishgahi Fard Zahra et Rahmani Mohammad Ali, Iran & U.S.A. Territoriality In The Middle East, Sāzmān-i Jughrāfiyāʼī-i Nīrūhā-yi Musallaḥ [سازمان جغرافیایی نیروهای مسلح],‎ 2010 (ISBN 9789642110322)
- (fa) Pishgahi Fard Zahra et Amir Ahmadi Soghra, The Geopolitical Analysis Of Iran And Egypt Relations After Second World War, Sāzmān-i Jughrāfiyāʼī-i Nīrūhā-yi Musallaḥ [سازمان جغرافیایی نیروهای مسلح],‎ 2010 (ISBN 9789642110254)

### Principaux articles
- (fa) Pishgahi Fard Zahra et Karimi Hasan, « An investigation into the regional consequences of the referendum in Iraqi Kurdistan », Human Geography Research Quarterly, vol. 50, no 4,‎ 2018, p. 1030-1067 (DOI 10.22059/jhgr.2018.254221.1007667, lire en ligne [PDF], consulté le 26 décembre 21)
- (fa) Pishgahi Fard Zahra et Kiyani Vahid, « Geographical Analysis of Women Delegation in the Elections of the Islamic Consultative Assembly of Iran(First to Ninth Parliaments, 1358-1391) » [« تحلیل جغرافیایی نمایندگی زنان در انتخابات مجلس شوراي اسلامی) دور اول تا نهم مجلس،1358-1391( »], Pazuheshname-ye Zanan (Women's studies), vol. 6, no 11,‎ 2015, p. 56-73 (lire en ligne [PDF])
- (fa) Pishgahi Fard Zahra et Mirzadeh Kouhshahi Mahdi, « Explanation of effective factors crisis - Creation and Management of Iran and Pakistan Borders » [« تبيينعواملمؤبحران در ثرو زاييمديريتمرزهايايرانپاكستان »], Geography and Development Iranian Journal, vol. 12, no 36,‎ 2014, p. 61-80 (DOI 10.22111/gdij.2014.1709, lire en ligne [PDF], consulté le 26 décembre 21)
- (en) Salehi Hassan, Ranjbari Masoumeh, Mansour Dehghan Soheil et Pishgahi Fard Zahra, « Foreign-currency and monetary geopolitics of United States and its effects on the Future of the international system », Journal of Economics and Sustainable Development, vol. 5, no 8,‎ 2014, p. 96-104 (ISSN 2222-2855, lire en ligne [PDF], consulté le 26 décembre 21)
- (en) Pishgahi Fard Zahra et Salehi Shahraki Ahmad, « Geo-economics and considerations on the tourism industry with emphasis on historical cities tourism and ecotourism in Iran », International Journal of Sciences: Basic and Applied Research, vol. 15, no 1,‎ 2014, p. 301-310 (ISSN 2307-4531, lire en ligne [PDF], consulté le 26 décembre 21)